# Другий шанс (фільм)
Другий шанс (дан. En chance til) — данський трилер режисерки Сюзанни Бір.

## Сюжет
В один похмурий день у Копенгагені народилися два хлопчики: один у благополучній сім'ї молодого поліцейського і його красуні-дружини, інший у пари закінчених покидьків-наркоманів. Александер був бажаною дитиною і провів свої перші місяці на Землі оточений ніжною турботою, Софус ж був не потрібен нікому, включаючи батьків, і заживо гнив серед сміття і брудних памперсів. Але долі було заодно, щоб одного дня шляхи двох таких несхожих сімей перетнулися — з непередбачуваними наслідками.

## У ролях
| Актор                 | Роль    |
| --------------------- | ------- |
| Ніколай Костер-Валдау | Андреас |
| Ульріх Томсен         | Саймон  |
| Марія Бонневі         | Енн     |
| Ніколай Лі Кос        | Трістан |
| Мей Андерсен          | Санні   |
| Томас Бо Ларсен       | Клаус   |
| Пітер Абер            | Густав  |
| Єва Фрьолінґ          | Інгрід  |

## Нагороди та номінації
- 2014 — Сюзанна Бір виграла «Золоту мушлю» Міжнародного кінофестивалю у Сан-Себастьяні як найкращий режисер[1].
- 2014 — найкраща акторка Марія Бонневі на Кінофестивалі у Абу-Дабі.